# Giacomo Raibolini

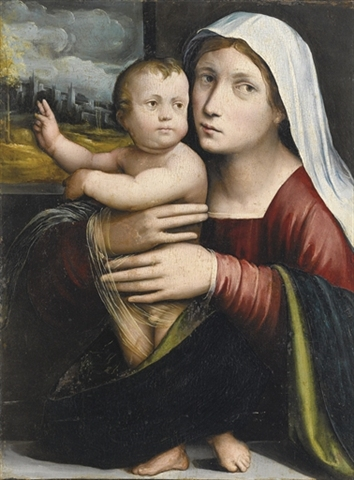
Giacomo Raibolini, Madonna col Bambino, olio su pannello, 55 x 40 cm.

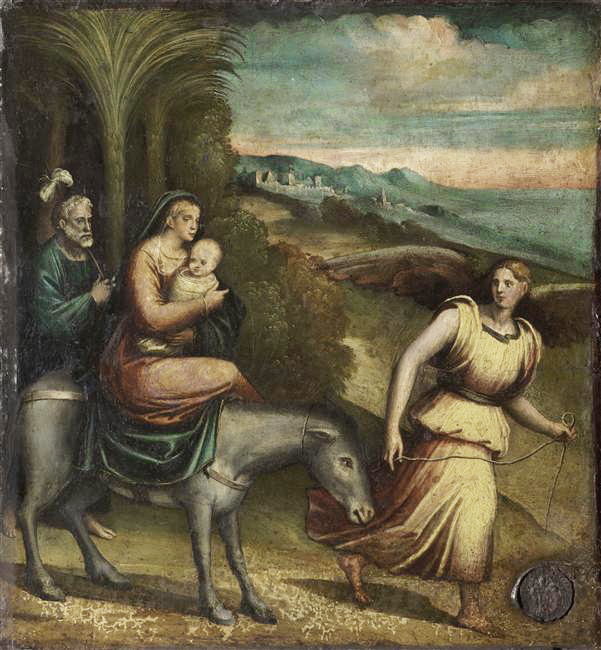
Giacomo Raibolini, Fuga in Egitto, Palais des Beaux-Arts de Lille

Giacomo Raibolini noto anche come Giacomo Francia o Jacopo Francia (Bologna, 1484 – Bologna, 3 gennaio 1557) è stato un pittore e incisore italiano del Rinascimento.

## Biografia
Era il figlio maggiore di Francesco Francia, e come suo padre venne chiamato il Francia. Anche suo padre e suo fratello Giulio erano pittori. Iniziò ad apprendere l'arte della pittura da suo padre lavorando come suo assistente. Nel 1517, anno della morte del padre, lui e suo fratello Giulio assunsero la responsabilità dell'azienda di famiglia e insieme eseguirono molte pale d'altare, identificabili dalle iniziali (II) dei loro nomi latinizzati (Iacobus e Iulius). In età avanzata Giacomo subì l'influenza di Dosso Dossi. Morì a Bologna nel 1567. 
La prima opera conosciuta di Giacomo è la Vergine in gloria con i santi Pietro, Maria Maddalena, Francesco, Marta e sei monache (dopo il 1515; Bologna, Pinacoteca nazionale). In questo dipinto, come ne I santi Girolamo, Margherita e Francesco (1518; Madrid, Prado) e nella Natività (1519; Parma, Abbazia di San Giovanni Evangelista), entrambi datati e firmati da entrambi i fratelli, compaiono, oltre all'influenza di loro padre, echi dello stile monumentale di Raffaello. Alcuni dei suoi altri dipinti: 
- dipinti nella chiesa di San Giovanni Evangelista, Parma
- due degli affreschi nella cappella di Santa Cecilia a Bologna: Battesimo di Valeriana e Martirio di Santa Cecilia
- Madonna seduta con i santi Francesco, Bernardo, Sebastiano e Maurizio (1526) a Bologna
- San Michele per la Basilica di San Domenico, sempre a Bologna.